# 圣安杰洛-代伦巴第
圣安杰洛-代伦巴第（義大利語：Sant'Angelo dei Lombardi），是意大利阿韦利诺省的一个市镇。总面积54平方公里，人口4527人，人口密度83.8人/平方公里（2009年）。ISTAT代码为064092。